# NGC 4874
NGC 4874 (také známá jako Coma A) je obří eliptická galaxie v souhvězdí Vlasů Bereniky vzdálená přibližně 303 milionů světelných let. Objevil ji německý astronom Heinrich Louis d'Arrest v roce 1864. NGC 4874 je po NGC 4889 (Coma B) druhým nejjasnějším členem Kupy galaxií ve Vlasech Bereniky (anglicky Coma Cluster). Na rozdíl od plochých spirálních galaxií, jako je galaxie Mléčná dráha, nemá NGC 4874 viditelné prachové pásy ani spirální ramena a má hladký jednotvárný kulový vzhled, jehož jasnost klesá od jádra směrem k okraji. Galaxii obepíná rozsáhlé galaktické halo o průměru jednoho milionu světelných let. Mezihvězdné prostředí v galaxii je stále zahříváno zářením plynů padajících směrem k centrální obří černé díře. Z centra galaxie tryská proud vysoce energetického plazmatu do vzdálenosti 1 700 světelných let. NGC 4874 je bohatší na kulové hvězdokupy než NGC 4889, jejich počet se odhaduje na více než 30 000. Je to tedy galaxie s největším známým počtem kulových hvězdokup, dokonce i M87 jich má méně.

## Vesmírné okolí

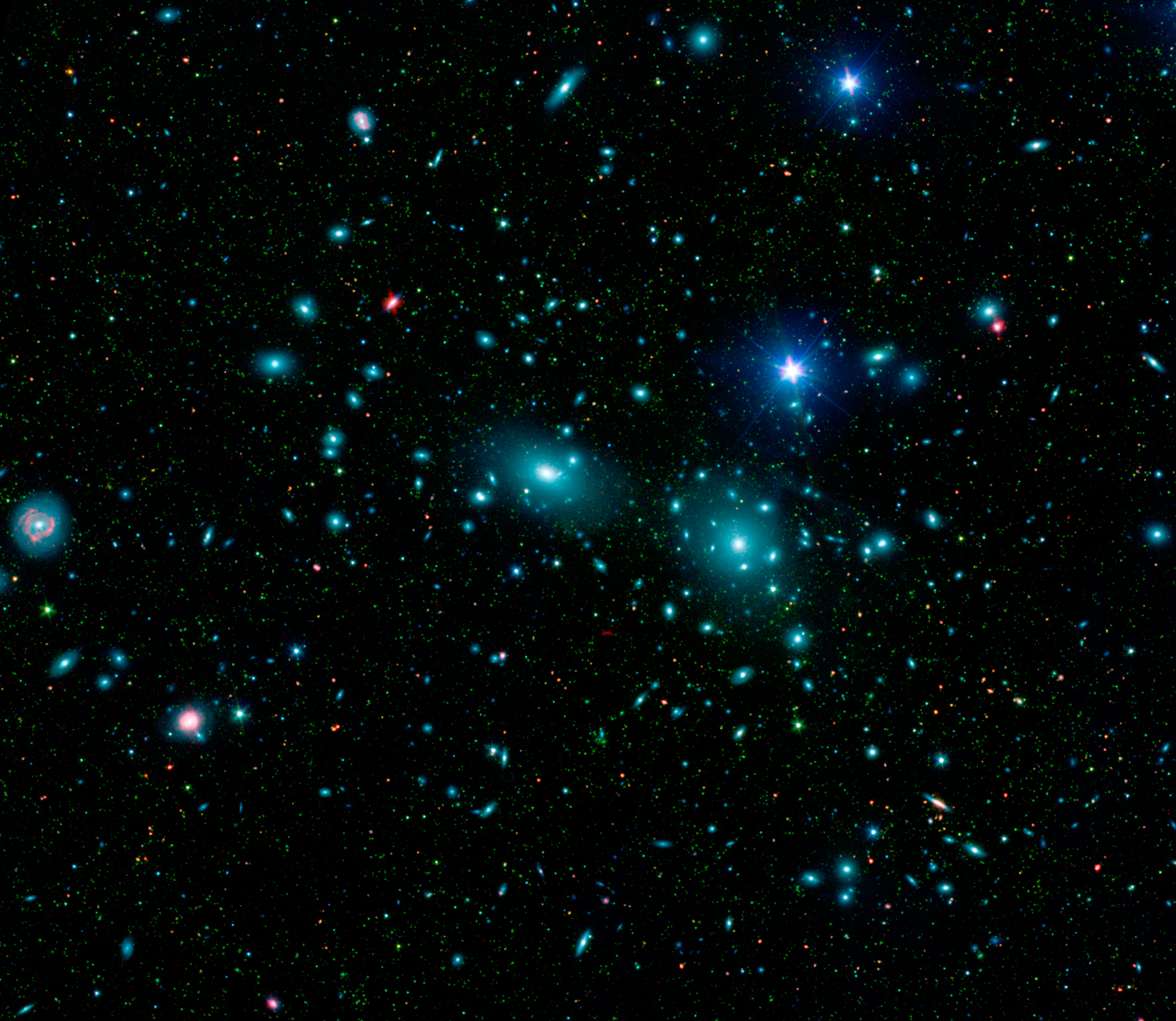
Fotografie Kupy galaxií ve Vlasech Bereniky získaná z dat Sloan Digital Sky Survey a Spitzerova vesmírného dalekohledu. Uprostřed je NGC 4889, NGC 4874 je od ní vpravo a mírně dolů a má podobnou velikost.

Podle studie z roku 2007 se NGC 4889 spolu s okolními galaxiemi přibližuje k NGC 4874 a za několik miliard let s ní splyne. Od jihozápadu se k nim navíc postupně přibližuje NGC 4839.
NGC 4874 leží spolu s NGC 4889 v centru Kupy galaxií ve Vlasech Bereniky, obrovské kupy čítající na 20 000 galaxií, nazývané též Abell 1656, odkud tato galaxie získala svůj další název Abell 1656 G2 (A1656-G2). Celková hmotnost kupy se odhaduje na 4 × 1015 hmotností Slunce.
Kupa galaxií ve Vlasech Bereniky leží v přesném středu Nadkupy galaxií ve Vlasech Bereniky, která  je jednou z nadkup sousedících s nadkupou Laniakea, ve které se nachází Mléčná dráha. Nadkupa galaxií ve Vlasech Bereniky se nachází v objektu CfA Homunculus, tedy uprostřed CfA2 Velké zdi, což je galaktické vlákno nejbližší k Zemi a jedna z největších struktur ve známém vesmíru.